# Талалинский сельсовет
Талалинский сельсовет — административно-территориальная единица и муниципальное образование в Свободненском районе Амурской области России.
На севере граничит с Шимановским районом той же области.
Административный центр и единственный населённый пункт — село Талали.
Глава администрации сельсовета — Яковец Надежда Дмитриевна.
Представительный орган муниципального образования — Талалинский сельский Совет народных депутатов.
Население 349 жителей (2009).

## Экономика
Основная отрасль — сельское хозяйство. На территории сельсовета находится крупный колхоз «Талалинский».